# Eleftheria Eleftheriou
Eleftheria "Elle" Eleftheriou (født 12. maj 1989) er en græsk-cypriotisk sanger. Hun repræsenterede Grækenland ved Eurovision Song Contest 2012 med sangen "Aphrodisiac".